# 光萼青兰
光萼青兰（学名：Dracocephalum argunense）为唇形科青兰属下的一个种。

## 扩展阅读
- 維基物種上的相關：光萼青兰